# Пимонте
Пимонте (итал. Pimonte) — коммуна в Италии, располагается в регионе Кампания, в провинции Неаполь.
Население составляет 5946 человек (на 2004 г.), плотность населения составляет 491 чел./км². Занимает площадь 12 км². Почтовый индекс — 80050. Телефонный код — 081.
Покровителем коммуны почитается Архангел Михаил. Праздник ежегодно празднуется 29 сентября.